# Eleutherococcus nodiflorus
Eleutherococcus nodiflorus är en araliaväxtart som först beskrevs av Dunn, och fick sitt nu gällande namn av Shiu Ying Hu. Eleutherococcus nodiflorus ingår i släktet Eleutherococcus och familjen Araliaceae. Inga underarter finns listade.

## Bildgalleri

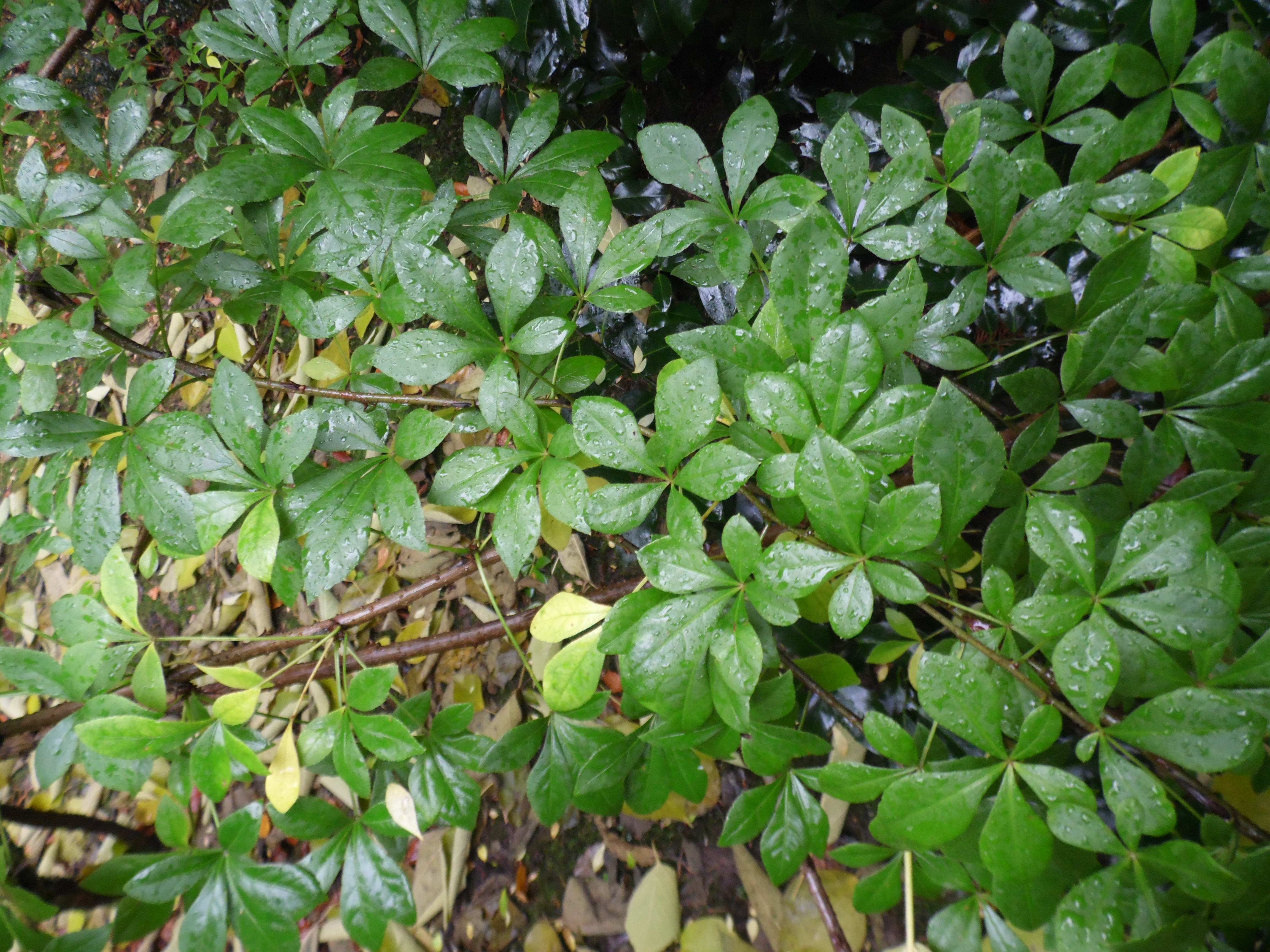